# 瓦爾瓦林齊
49°21′4″N 25°36′20″E / 49.35111°N 25.60556°E

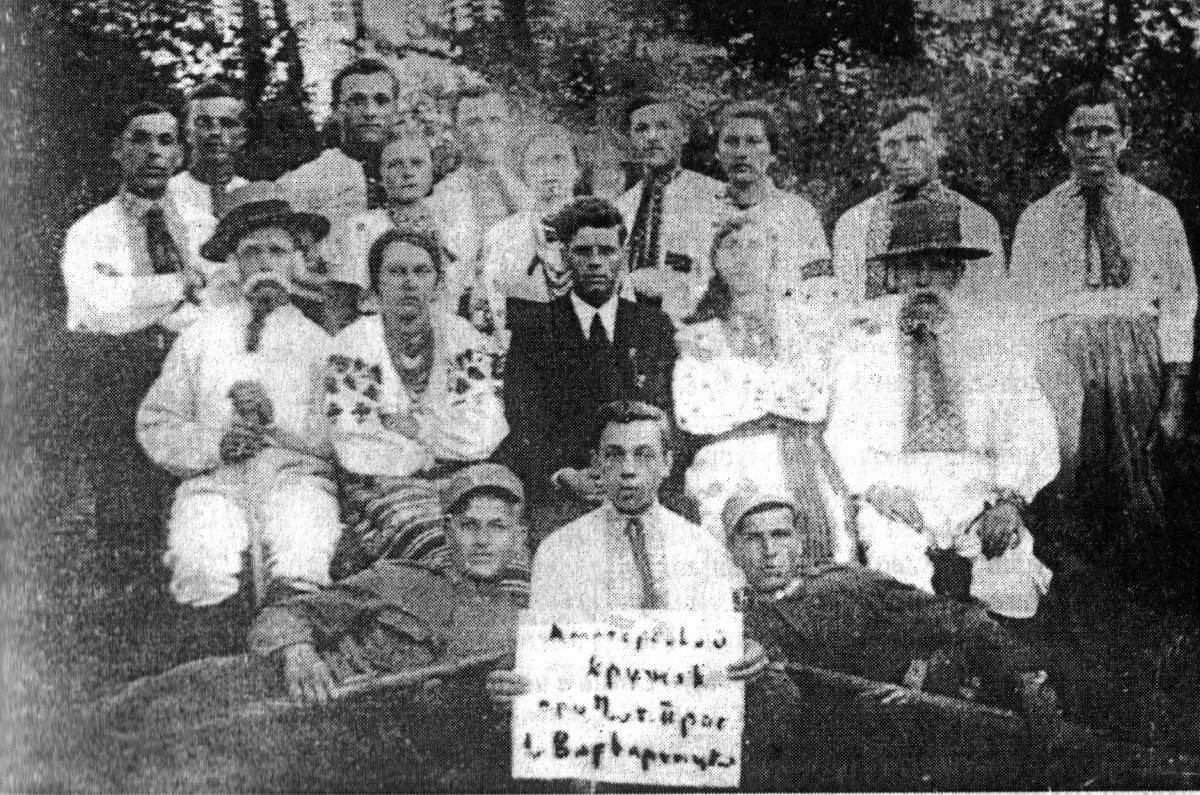

瓦爾瓦林齊（烏克蘭語：Варваринці），是烏克蘭的村落，位於該國西部捷爾諾波爾州，由捷爾諾波爾區負責管轄，處於塞雷特河畔，始建於1718年，面積2.32平方公里，2001年人口1,357。